# Heppiaceae
Heppiaceae es una familia de hongos en el orden Lichinales. La mayoría de las especies están liquenizados con  cianobacteria.